# Ciclismo ai Giochi della XXIX Olimpiade - Cross country maschile
La gara di Cross country maschile dei Giochi della XXIX Olimpiade fu corsa il 23 agosto a Laoshan. Venne vinta dal francese Julien Absalon, che terminò la gara in 1.55′59″.

## Risultati
Nota: DNF ritirato, DNS non partito, DSQ squalificato
| Pos. | Corridore              | Squadra       | Tempo    |
| ---- | ---------------------- | ------------- | -------- |
| 1    | Julien Absalon         | Francia       | 1h55′59″ |
| 2    | Jean-Christophe Péraud | Francia       | a 1′07"  |
| 3    | Nino Schurter          | Svizzera      | a 1′53"  |
| 4    | Cristoph Sauser        | Svizzera      | a 1′55"  |
| 5    | Marco Aurelio Fontana  | Italia        | a 4′00"  |
| 6    | Christoph Soukup       | Austria       | a 4′12"  |
| 7    | Liam Killen            | Gran Bretagna | a 4′15"  |
| 8    | Iñaki Lejarreta        | Spagna        | a 4′22"  |
| 9    | Sven Nys               | Belgio        | a 5′01"  |
| 10   | José Antonio Hermida   | Spagna        | a 5′02"  |
| 11   | Manuel Fumic           | Germania      | a 5′17"  |
| 12   | Oli Beckingsale        | Gran Bretagna | a 5′26"  |
| 13   | Marek Galiński         | Polonia       | a 5′30"  |
| 14   | Cédric Ravanel         | Francia       | a 5′39"  |
| 15   | Burry Stander          | Sudafrica     | a 5′59"  |
| 16   | Moritz Milaz           | Germania      | a 7′00"  |
| 17   | Fredrik Kessiakoff     | Svezia        | a 7′10"  |
| 18   | Jaroslav Kulhavý       | Rep. Ceca     | a 7′21"  |
| 19   | Roel Paulissen         | Belgio        | a 7′31"  |
| 20   | Geoff Kabush           | Canada        | a 7′56"  |
| 21   | Rubens Valeriano       | Brasile       | a 9′20"  |
| 22   | Ji Jianhua             | Cina          | a 9′30"  |
| 23   | András Parti           | Ungheria      | a 10′01" |
| 24   | Kashi Leuchs           | Nuova Zelanda | a 10′31" |
| 25   | Jakob Fuglsang         | Danimarca     | a 10′42" |
| 26   | Héctor Páez            | Colombia      | a 10′47" |
| 27   | Dario Gasco            | Argentina     | a 11′05" |
| 28   | Carlos Coloma          | Spagna        | a 13′06" |
| 29   | Adam Craig             | Stati Uniti   | a 1 giro |
| 30   | Yader Zoli             | Italia        | a 1 giro |
| 31   | Klaus Nielsen          | Danimarca     | a 1 giro |
| 32   | Filip Meirhaeghe       | Belgio        | a 2 giri |
| 33   | Wolfram Kurshat        | Germania      | a 2 giri |
| 34   | Rudi van Houts         | Paesi Bassi   | a 2 giri |
| 35   | Bilal Akgül            | Turchia       | a 2 giri |
| 36   | Cristóbal Silva        | Cile          | a 2 giri |
| 37   | Bart Brentjens         | Paesi Bassi   | a 2 giri |
| 38   | Emil Lindgren          | Svezia        | a 2 giri |
| 39   | Daniel McConnell       | Australia     | a 2 giri |
| 40   | Chun Hing Chan         | Hong Kong     | a 2 giri |
| 41   | Jurij Trofimov         | Russia        | a 2 giri |
| 42   | Serhij Rysenko         | Ucraina       | a 3 giri |
| 43   | Todd Wells             | Stati Uniti   | a 3 giri |
| 44   | Seamus McGrath         | Canada        | a 3 giri |
| 45   | Mannie Heymans         | Namibia       | a 3 giri |
| 46   | Kohei Yamamoto         | Giappone      | a 3 giri |
| 47   | Federico Ramirez       | Costa Rica    | a 5 giri |
| 48   | Antipass Kwari         | Zimbabwe      | a 6 giri |
| DNF  | Florian Vogel          | Svizzera      | -        |
| DNF  | Robin Seymour          | Irlanda       | -        |